# Selección juvenil de rugby de Namibia
La selección juvenil de rugby de Namibia es el equipo nacional de rugby regulado por la Namibia Rugby Union (NRU).
A nivel africano se consagró numerosas veces en el torneo M19, desde 2017 en M20. Ambos torneos son clasificatorios al Trofeo Mundial.

## Historia
Participó de varias ediciones del Trofeo Mundial de Rugby Juvenil (categoría M20) denominado informalmente Mundial B, aún no ha logrado clasificar al Mundial de primer nivel, el Mundial Juvenil, la primera participación en el Trofeo Mundial ocurrió en la edición 2008 disputada en Chile finalizando en la quinta posición al vencer al seleccionado de Corea del Sur. Antiguamente compitió en los extintos Mundiales M19 y M21.

## Palmarés
- Africa Cup U19 A (7): 2007, 2008, 2012, 2013, 2014, 2015, 2016[3]

- Trophée Barthés (3): 2017, 2018, 2025

## Participación en torneos
| - Italia 2002: 2º puesto - Sudáfrica 2005: 7º puesto - EAU 2006: 9º puesto - Irlanda del Norte 2007: no participó - Africano A 2012: Campeón - Africano A 2013: Campeón - Africano A 2014: Campeón - Africano A 2015: Campeón - Africano A 2016: Campeón - Trophée Barthés 2017: Campeón invicto - Trophée Barthés 2018: 1º puesto (grupo Norte) - Trophée Barthés 2022: 2° puesto - Trophée Barthés 2023: 3° puesto - Trophée Barthés 2024: 3° puesto - Trophée Barthés 2025: Campeón invicto - Trophée Barthés A 2019: 2º puesto | - no ha clasificado - Chile 2008: 5º puesto - Kenia 2009: 5º puesto - Rusia 2010: no clasificó - Georgia 2011: no clasificó - Estados Unidos 2012: no clasificó - Chile 2013: 8º puesto (último) - Hong Kong 2014: 6º puesto - Portugal 2015: 6º puesto - Zimbabue 2016: 4º puesto - Uruguay 2017: 4º puesto - Rumania 2018: 4º puesto - Brasil 2019: no clasificó - Kenia 2023: no clasificó - Escocia 2024: no clasificó |